# Distretto di Ostrava-město
Il distretto di Ostrava-město (in ceco okres Ostrava-město) è un distretto della Repubblica Ceca nella regione di Moravia-Slesia. Il capoluogo di distretto è la città di Ostrava.

## Geografia antropica
Il distretto conta 13 comuni:

### Città
- Klimkovice
- Ostrava
- Šenov
- Vratimov

### Comuni mercato
- Il distretto non comprende comuni con status di comune mercato.

### Comuni
- Čavisov
- Dolní Lhota
- Horní Lhota
- Olbramice
- Stará Ves nad Ondřejnicí
- Václavovice
- Velká Polom
- Vřesina
- Zbyslavice